# Geoffrey Pleyers

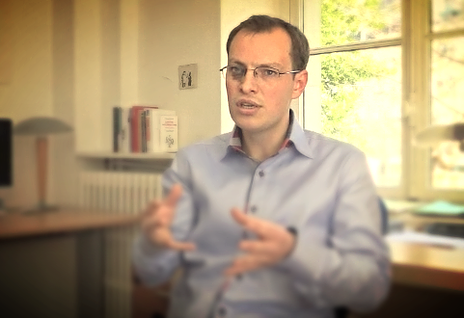
Geoffrey Pleyers

Geoffrey Pleyers est un sociologue belge, né en 1978. Il est chercheur au FNRS et professeur à l'Université catholique de Louvain. Depuis juillet 2023, il est le président de l'Association Internationale de Sociologie. Spécialiste des mouvements sociaux, de l'Amérique latine et de la sociologie de la jeunesse, il propose une sociologie globale qui s'attache à comprendre les acteurs et les enjeux contemporains en intégrant les analyses d'acteurs de différents continents.

## Formation
Après des études au Collège Notre-Dame de Gemmenich, son village natal, et à l'Université de Liège, Geoffrey Pleyers obtient son Diplôme d'Études Approfondies (2001) puis son doctorat (2006) en sociologie à l'École des Hautes Études en Sciences Sociales EHESS, au Centre d'Analyse et d'Intervention Sociologiques, fondé par Alain Touraine. Il réalise ensuite un séjour post-doctoral au Centre for Global Governance de la London School of Economics (2006) puis à la New York University (2010). Depuis 2002, il séjourne régulièrement au Mexique, où il est notamment associé avec l'Institut de Recherche en Sciences Sociales de l'Université Nationale Autonome du Mexique (UNAM).

## Recherches
Spécialiste des mouvements sociaux, de l'Amérique latine et de la mondialisation, ses travaux ont été publiés en anglais, français et espagnol, avec des traductions dans quatorze langues. Il est l'auteur de plus d'une centaine d'articles de revues scientifiques ou de chapitres de livre, essentiellement sur le mouvement altermondialiste, la consommation alternative et les mouvements sociaux. Son principal ouvrage "Alter-Globalization. Becoming Actors in the Global Age", publié à Cambridge par Polity Press, propose une analyse des mouvements sociaux contemporains à partir de deux tendances: l'activisme préfiguratif et l'expérience vécue d'un côté, l'expertise et l'éducation populaire de l'autre.
De 2009 à 2020, il a enseigné la sociologie des mouvements sociaux à l'EHESS et coordonné le programme de recherche "Mouvements sociaux à l'âge global" du Collège d'Études Mondiales.
En 2020, le sociologue "a tiré la sonnette d'alarme" sur la gravité de l'épidémie du coronavirus en Belgique dans deux cartes blanches publiées les 15 et 17 avril, largement reprises dans les médias nationaux et internationaux. Il y pointe en particulier la gravité de la situation dans les maisons de repos et de soin, une situation qui n'est pas spécifique à la Belgique. Il a ensuite publié une série d'articles mettant en exergue le rôle des mouvements sociaux face à la pandémie et la bataille idéologique sur le sens de cette pandémie.

## Un sociologue global
Spécialiste de l'Amérique latine, il a enseigné dans de nombreuses universités latino-américaines, notamment à l'Université Nationale de Colombie (2015), à l'Université de Rio (2013, 2014 et 2017), de Mexico, de Oaxaca (2018), à l'Université du Chili (2014), à l'Université Alberto Hurtado (2016) et à l'Academia de Humanismo Cristiano (2017). Geoffrey Pleyers est membre du comité éditorial ou scientifique de nombreuses revues académiques, dont la Revista Mexicana de Sociología, Sociológica, Bajo el Volcán (Puebla, Mexique), Revista Colombiana de Sociología, Revista de Estudios Sociales (Colombie), Revista de Ciencias Sociales (Costa Rica), Temas Sociológicos (Chili), Agora/Débats Jeunesse (France), Observatorio: Journal of communication studies (Portugal), Revista internacional de Sociología (Espagne), Recherches Sociologiques et Anthropologiques (Belgique), Politique et société (Canada).
De 2014 à 2018, Geoffrey Pleyers a présidé le Comité de Recherche 47 "Mouvements sociaux" de l'Association Internationale de Sociologie. Au cours de son mandat, le comité de recherche a organisé une dizaine de colloques majeurs dans différentes régions du monde, notamment à Bucarest, Bethléem, Hong Kong et Mexico.
Lors du Congrès Mondial de Sociologie 2018 à Toronto, il a été élu vice-président de l'Association Internationale de Sociologie, chargé de la recherche, pour un mandat de quatre ans, prolongé d'un an en raison de la pandémie. En février 2021, il a présidé le Forum Mondial de Sociologie, qui s'est tenu en ligne en raison de la pandémie et a rassemblé plus de 4.000 sociologues.
En 2015, Geoffrey Pleyers et Breno Bringel fondent le site "Open Movements: for a global and public sociology of social movements", dont ils sont les éditeurs. Ce projet conjoint du Comité 47 de l'Association Internationale de Sociologie et de la plateforme "Open Democracy" a pour objectif de diffuser des analyses sur les mouvements sociaux et la démocratie dans différentes parties du monde.
En juin 2023, au cours du vingtième Congrès Mondial de Sociologie qui s'est tenu à Melbourne, Australie, Geoffrey Pleyers a été élu président de l'Association Internationale de Sociologie pour un mandat de quatre ans. 

### Livres
- Movimientos sociales en el siglo XXI. Buenos Aires & Barcelone: CLACSO / Icaria, 2018  (ISBN 978-987-722-373-6)
- Alter-Globalization. Becoming Actors in the Global Age. Cambridge:Polity Press, 2011  (ISBN 978-0-745-64676-3)
- Forums Sociaux Mondiaux et Défis de l'Altermondialisme. Brussels: Academia, 2007,  (ISBN 978-2-87209-887-3)

### Coordination de livres
- Social movements and politics during COVID-19, avec Breno Bringel, Bristol: Bristol University Press, 2022  (ISBN 978-1529217254)
- Alerta Global. Políticas y movimientos en tiempos del coronavirus, avec Breno Bringel, Buenos Aires: CLACSO, 2020.  (ISBN 978-987-722-646-1)
- Protestas e indignación global. Los movimientos sociales en el nuevo orden mundial, avec Breno Bringel, Buenos Aires: CLACSO, 2018.  (ISBN 978-987-722-234-0)
- México en movimientos. Resistencias y alternativas, avec Manuel Garza, Mexico: Porrúa, 2018.  (ISBN 978-607-524-156-2)
- Économie solidaire et mouvements sociaux, avec JL Laville, E. Bucolo, Corragio, Paris: Desclée de Brouwer , 2017.  (ISBN 978-2-2200-9213-3)
- Mouvements sociaux. Quand le sujet devient acteur, avec B. Capitaine, Paris: Editions MSH, 2016.  (ISBN 978-2-7351-2100-7)
- Social movements in Central and Eastern Europe, avec I. Sava, Bucharest, Press of the University of Bucharest, 2015.
- Subjectivation et désubjectivation , avec M. Boucher, Paris: Editions MSH, 2017.  (ISBN 978-2-7351-2350-6)
- La consommation critique Paris, Desclée de Brouwer, 2011.  (ISBN 978-2-22006-147-4)
- Movimientos sociales. De lo local a lo global. avec Sergio Zermeño & Francis Mestries. Barcelona: Anthropos & Mexico City: UAM.  (ISBN 978-8-47658-936-6)

### Principaux articles
- For a global sociology of social movements. Beyond methodological globalism and extractivism, Globalizations, 2023
- The Pandemic is a battlefield. Social movements in the COVID-19 lockdown, Journal of Civil Society, 2020.